# جون س. هارفي جونيور
جون س. هارفي جونيور (بالإنجليزية: John C. Harvey, Jr.)‏ هو ضابط أمريكي، ولد في 17 ديسمبر 1951 في بالتيمور في الولايات المتحدة.